# 도쿄 지하철 18000계 전동차
도쿄 지하철 18000계 전동차(일본어: 東京地下鉄18000系電車)는 2021년부터 운행할 예정인 도쿄 메트로(이전 제도고속도교통영단)의 전동차로 기존에 운행중인 도쿄 지하철 17000계 전동차를 기반으로 제작되었으며, 도쿄 지하철 8000계 전동차를 대체하기 위해 도입되었다.